# Ischnarctia cinera
Ischnarctia cinera là một loài bướm đêm thuộc phân họ Arctiinae, họ Erebidae.